# Barbara Bonansea
Barbara Bonansea (ur. 13 czerwca 1991 w Pinerolo) – włoska piłkarka, grająca na pozycji napastnika.

## Kariera piłkarska

### Kariera klubowa
W 2006 rozpoczęła karierę piłkarską w ACF Torino. W 2012 przeniosła się do Brescia Femminile. 1 lipca 2017  podpisała kontrakt z nowo utworzonym Juventusem Women.

### Kariera reprezentacyjna
19 września 2012 debiutowała w narodowej reprezentacji Włoch w meczu przeciwko Grecji. Wcześniej broniła barw juniorskiej reprezentacji U-19.

## Sukcesy i odznaczenia

### Sukcesy piłkarskie
Brescia Femminile
- mistrz Włoch: 2013/14, 2015/16
- zdobywca Pucharu Włoch: 2014/15, 2015/16
- zdobywca Superpucharu Włoch: 2014, 2015, 2016

Juventus Women
- mistrz Włoch: 2017/18

### Sukcesy indywidualne
- najlepsza piłkarka Włoch – „Calciatrice dell'anno”: 2016
- najlepsza piłkarka sezonu w Serie A: 2015/16
- Gran Galà del calcio AIC: 2016